# MMORPG
MMORPG（Massively Multiplayer Online Role-Playing Game、マッシブリー・マルチプレイヤー・オンライン・ロール・プレイング・ゲーム）とは、「大規模多人数同時参加型オンラインRPG」のことである。オンラインゲームの一種でコンピューターRPGをモチーフとしたものを指す。MORPGとの違いは同項目を参照。

## 発祥と展開
MMORPGの基本的な要素となる複数のプレイヤーがひとつの世界に参加するという概念は1970年代後半に遡る。アメリカで1977年にCAIシステムを応用するなどして素朴ながらも複数人数が同じ世界でプレイできるゲームが作成された（PLATO system, Avatar）。それ以降、MUD（Multi User Dungeon）と呼ばれるシステムが多数作成されていく。ホストコンピューター側にひとつの世界（ファンタジー世界など）を構築し、プレイヤーはパソコン通信の端末ソフトやTELNETターミナルソフトを介してサーバーに接続し、コマンドを入力して自分のキャラクターを行動させたり、同じサーバーに接続しているほかのプレイヤーとのチャットを行うことが出来る。
最初はこのMUDは大学などのサーバで実験的に行われていたが、1983年以降、商業サービスとして提供する会社も現れた。さらにグラフィックによるインターフェースを追加する試みも行われていく。参加者が所有するキャラクター（アバター）によるチャットシステム（著名な物のひとつに「富士通Habitat」）を経て、グラフィック処理を兼ね備えた最初のMMORPG『Neverwinter Nights』が1991年、アメリカオンラインでサービス開始され、その他のサービスとともにMMORPGのシステムが形作られていった。
1996年、月額課金、3Dグラフィックによる現代的なMMORPGとしてセラーズ兄弟が設立したスタートアップ企業Archetype Interactiveが開発した『Meridian 59』が開始される。これは3DO社に買収されたが、セラーズ兄弟はジョン・ハンケと共に退職し別のゲーム会社を設立している。
シエラオンラインによる『The Realm Online』なども続くが、1997年の『ウルティマオンライン』によってこのジャンルが一般的なものとなった。すでに展開されていた『ウルティマ』のゲーム世界を拡張し、MMORPGでなければなし得なかった複雑なゲーム性を搭載した。
同年、ウルティマオンラインより数日先駆ける形で日本でもオークスヘブンよりMMORPG exllusionがリリースされている。
1990年代中盤以降インターネットが爆発的に流行し、大きな都市には時間単位料金で使えるパソコン端末を用意したインターネットカフェが乱立した。そこでプレイ出来るゲームとしてゲームソフト一本買い切りではなくユーザーアカウントごとに月課金が行われるシステムはうってつけだった。これを背景にしてMMORPGが多数制作されることになる。
それ以降、インターネットの普及とともに戦闘システムを強化した『エバークエスト』やマイクロソフトによる『Asheron's Call』を筆頭として数多くのMMORPGが制作されていった。この頃になるとアメリカのゲーム業界だけでなく、その他の国のゲーム開発会社もMMORPGのサービスを提供する動きが発生する。日本でも『ファイナルファンタジーXI』などのサービスが開始された。

## 特徴

### ゲーム内時間
常にゲーム世界が存在し、時間が流れている。ゲームサーバ内に作られた世界には時間の存在がある。仮にプレイヤーが一人も接続していなかったとしても、ゲーム世界が存在し続けており、また時間が流れている。
通常のマルチプレイヤーゲームではゲーム参加者を募った後、実際のゲームを開始するときにゲームの世界が作られ、ゲーム終了とともにその情報は（スコアなどを除いて）消去される。スポーツの試合のように翌日別のメンバーでゲームを開始しても前日とゲーム世界は変わらないのである。
MMORPGでは行動は逐次サーバに記録される。前日にレベルアップしていれば次の日からはより強い状態であるし、アイテムを何日もかけて収集していくことも可能である。
この点では一人でプレイする従来のRPGよりも難しい問題が発生する。コンピュータゲームでは操作を誤った場合やその他、前の状態に戻りたいと思うことが多々発生する。特にRPGでは一部のゲームを除いて最悪の場合に陥っても「セーブされたデータ」からやり直せることを前提としてゲームが構築されていることが多かった。MMORPGではこれは他のプレイヤーの操作との矛盾を引き起こすため、「セーブされたデータ」からやり直すという概念は存在しなくなる。MMORPGではゲーム内のキャラクターが死亡した際は以前の状態に戻るのではなく、一定のペナルティ（一定の割合の経験値を失う、一時的に能力値が低下する、アイテムをその場に放棄しなければならないなど）を受けて生き返る形で続行することになる。一方で、『Survived By』の様にゲーム内のキャラクターが死んでしまいやり直せない物もある。

### ゲーム内での人間関係
そこには、仮想世界でありながら人間社会が存在する。人対人のコミュニティである以上、社会と同様に派閥もあれば、人間関係のいざこざも存在する。
MMORPGがアバターによるチャットシステムから進化したという側面もあり、MMORPGの中でも他者とチャットを行うことが出来る。これは一人でプレイする従来のRPGよりも行動の幅が広まり、プレイヤーの間で自然言語による意思疎通を行う事にも、有意義に作用する。これによりゲーム内アイテムのやり取りの条件、複数のプレイヤーが集まって特定の行動をするなど複雑な行動が可能となるのである。それが続くと自然と「仲の良いプレイヤー」という状況が発生するのである。
MMORPGではチャットシステムに（ゲームごとの違いはあるものの）そういったコミュニケーション手段を支援する仕組みが組み込まれている。フレンドリスト（他のキャラクターを登録しておいてメッセージを送信する）、ギルド（特定の目標を持って組織をつくる）などは多くのゲームで実装されており、さらに複雑なシステムを持つゲームも発生している。
ただし、自然言語でのコミュニケーションはあいまいなものになることも多く、常に十分な意思疎通が行われるとは限らない。特にアイテムの分配などゲームの進行に直接関わることをうやむやに行うと後になって不満を表明するプレイヤーが発生したり、目立った行動をするプレイヤーに対して本人にわからない場所で「陰口を叩く」ことなどはよくある風景である。
また、意識的にゲーム内で「詐欺行為」を働くことも可能となってしまった。初期のゲームではアイテムの交換などで良い条件を出しておいてそれを自分だけ遂行しないまま消えてしまう（チャットで指摘しても無視されてしまう）といったこともあった。アイテム交換専用の機能が実装されるなどの対応がとられているが、最終的にはプレイヤー間の意識の問題となる。アイテム課金で購入したアイテムをゲーム内で騙し取ったことが詐欺行為として刑事罰を認められた事例も発生している（4gamer.net「メイプルストーリー」のポイントアイテム詐欺に有罪判決）。
さらに、より単純な問題としては、チャット機能を使用してハラスメント行為（たとえば相手が女性だとわかると性的ないやがらせを想起させる単語を連続して送信するなど）を行うプレイヤーや、ゲーム中で相手の個人情報を聞き出し、嫌がらせなどに使用するといった問題も発生することになった。上記、自然言語でのコミュニーケーションとも相まって、ゲームの世界観を損なうことになる。
MMORPGを一般的にした『ウルティマオンライン』ではこういったプレイヤー間のやりとりは（セクシャルハラスメントなどを除いて）プレイヤー間で解決すべきという姿勢で制作された。特にプレイヤー間で戦闘が出来るシステムを売りの一つにしていたが、ある程度強くなったプレイヤーが他のプレイヤーを狙い撃ちして倒すというプレイヤーキラー（Player Killer、PKer）なども発生し、初期の状態では一部のプレイヤー（特にゲームを始めたばかりで対抗手段をもたない場合は致命的）が満足にプレイできない状態になったこともある。この状態に不満のあるプレイヤーはさらにそういったプレイヤーを倒すというプレイヤーキラーキラー（Player Killer Killer、PKKer）行為を行ったり、その組織（自警団）を作るなどといった試行錯誤があった。さすがにシステムを構築する側もこの問題に対処する必要を認め、ゲーム中にそういったプレイヤーキラー行為をするキャラクタを認識できるシステム（名前の色が変わるなど）や一定の不利益を与えるシステムを実装している。
一部ではあるが、基本的にPK、MPKなどの行為は禁止されているが特定のサーバーに関してのみPKやMPKを含め、露天詐欺や暴言などのノーマナー行為を許容するとし、運営は関与を行わないと明言しているタイトルも存在する。この場合でも人種差別に発展するような極めて重大な案件についてはペナルティが課せられる恐れがあるため注意が必要。

### 経済システムの存在
従来の操作する主体が一人のシングルプレイRPGでは物を売買するといった経済システムは、プログラム上で「販売価格」が完全に決まっていたり、「在庫の概念」がないかあっても結局は一人のプレイヤーしか存在しないため「一定の個数以上売ってくれない」といった単純なシステムにならざるを得ない。複雑な経済システムを構築しようとしても、価格や在庫を決めるための関数の入力項としては結局は単一の操作する主体のものしかないためである。
MMORPGはこれよりも複雑な経済システムを構築する余地がある。複数のプレイヤーがひとつの世界、ひいてはその世界の「経済システム」に関わることにより、その経済システムに複雑なダイナミクスな動きが発生することになる。
一例としてあげれば、NPC側が販売するアイテムを販売するごとにサーバ側で販売量をカウントし、販売量が多いアイテムは販売価格を上げていく、といった挙動をさせることができる。さらには一定時間内に販売されるアイテム量を制限したり、複数の貨幣を定義し、その間での為替レートを変動させるといったことも可能になった。
特記すべきは従来のゲームでは存在し得なかった「生産」を専門とするキャラクタが発生する余地が生じたことである。ゲーム中で使用されるアイテムを、その素材となるアイテムから作り上げるための技能を定義し、NPCからだけではなく実際に操作されているプレイヤーから生産されたアイテム（技能によっては付加価値をつけることも可能）を購入する（さらにはその生産を得意とするプレイヤーに対して素材を売る）というゲーム内における流通が発生することになった。当然その生産物の価値は生産する側と消費する側の需要と供給によって決定されるため、一定の価格は存在しない。
また、希少なアイテムもプレイヤー各自が一定の操作をすれば必ず獲得できる物だけでなく、数量が限定されたり（極端に言えば、「世界で唯一の武器」といったものも導入が出来る）、プレイヤーごとの技能で必要・不必要が発生しより必要としている他のプレイヤーに譲渡することも必要になってきた。そのため希少性や有用性によって市場価格が決定され、アイテムによっては思いもかけなかった高額の（ゲーム内での）資金が移動することもある。
これがエスカレートすると、ゲーム内での貨幣やアイテムなどを、現実世界での現金などと交換する行為も行われることになる。この仮想資産を現実世界の貨幣で購入・販売する行為をリアルマネートレーディング（RMT）と呼ぶ。RMTは一般には規約で禁止されていることが多い。
しかし、現実世界と違って中央銀行のようなものが存在しないことがほとんどで、サービス開始から年月が経過するごとにインフレが進行する場合がある。これはゲーム内で流通する通貨量を制限するシステムが存在せず、増加の一途をたどるためである。それが故に新参プレイヤーが新たに金銭を稼いで目的のアイテムを購入するという行為の難易度が上昇し、それを嫌忌してRMTによって手軽にゲーム内通貨を購入する原因のひとつとなっている。

## 料金体系
多くの場合、MMORPGをプレイするにあたり必要な料金は以下の三つのうちの組み合わせとなる（インターネット接続のための回線は別に用意する必要がある）。

### パッケージ料金
ゲームのプログラム自体を収めた媒体を購入する際に掛かる費用。一般的なゲームソフトと同じように店頭などでCD-ROMなどのパッケージを購入する必要がある場合。これは一度購入すればその後は期間を問わず使用できる。初期の頃のMMORPGや一部の大規模なゲームの場合にこの形で購入する必要がある。
またゲームによっては大規模アップデートが行われた際にアップデート分のデータを追加購入する必要がある場合もある。
一方で、ゲームプログラム自体をインターネットからダウンロードすることにより無料でゲームを開始することが出来るゲームも多い。この場合はパッケージ料金は無料ということになる。

### 月額などの料金
実際に接続する場合にアカウントごとに必要な料金。初期のMMORPGでは時間単位での料金体系もあったが、現在ではほぼ「月額（一定額）を払えばその一ヶ月間は時間制限なくプレイが可能」の形に統一されている。
世界的な規模ではクレジット機能付きのカードでの支払いが圧倒的に主流。日本国内ではそれに加えて、WebMoneyなどのプリペイドシステムや店頭で購入できる独自の課金システム（『ウルティマオンライン』のゲームタイムなど）も使用できる場合がある。
なお、月額料金が必要な場合でも数日から数週間程度はお試し期間として無料でプレイできることも多い。

### アイテム課金などの都度課金
ゲーム中に登場するアイテムが現実世界でのお金で購入できるシステムを総称してアイテム課金という。より高性能な回復アイテムから、一定時間内の獲得経験値が倍になるようなプレイ時間を短縮するためのアイテム、自分のキャラクターを飾るだけでゲーム上有利になるわけではない物まで購入できるアイテムは多岐に渡る。キャラクターの能力値配分のやり直しなどを有料サービスとして提供している物もある。
また、一定料金を支払ってランダムなアイテム（稀にレアアイテム）が獲得できる抽選システムが用意されることも多い。
MMORPG業界が飽和気味になるに従い、パッケージ料金および月額料金も無料にして、アイテム課金のみによる運営にシフトしている傾向がある。MMORPGにとって会員数は評価に直結する要素となるため、各運営会社は出来る限り間口を広くして会員数を多くしようとしている。

## コミュニティ
ギルドやパーティなどオンラインゲーム特有の「他のプレイヤーと一緒に遊べる」ことを言い換えたワード。
各ゲーム会社がキーポイントにしている。

## 問題点
膨大な所要時間による依存症からの日常生活への支障、リアルマネートレード、不正行為など様々な問題が発生している。詳しくは、オンラインゲームを参照。